# Zuwe Hofpoort Ziekenhuis
Het Zuwe Hofpoort Woerden was een ziekenhuis in Woerden. Het is in 2016 gefuseerd met het St. Antonius Ziekenhuis Utrecht/Nieuwegein. De huidige naam is St. Antonius locatie Woerden. 
Er is een polikliniek, gipskamer, een Zogpension, een vaatcentrum en een slaapcentrum en worden dagbehandelingen zoals staaroperaties verricht. De Sint Maartenskliniek heeft een vestiging in het gebouw. Ook is er een zogenaamde zorgpassage met een dagapotheek en winkels met zorgproducten en een restaurant.

## Geschiedenis
In 1980 is na fusies met andere regionale ziekenhuizen het huidige pand in de voormalige polder Middelland betrokken. Met de bouw ervan was reeds in 1975 begonnen.
Tussen mei 2002 en maart 2007 is het bestaande gebouw gerenoveerd en uitgebreid door Kruisheer Elffers Architecten. In 2014 werd bekend dat het Hofpoort Ziekenhuis ging fuseren met het Sint Antonius Ziekenhuis te Nieuwegein/Utrecht. Er zou wel een zorglocatie in Woerden blijven bestaan..